# Mattersburger Schnellstraße
Die Mattersburger Schnellstraße S4 ist eine Schnellstraße in Österreich, welche die Süd Autobahn A2 am Knoten Wiener Neustadt mit der Burgenland Schnellstraße S31 am Knoten Mattersburg verbindet. Die S4 ist vignetten- bzw. mautpflichtig.

## Streckenabschnitte
Zwischen dem Knoten Wiener Neustadt und der Anschlussstelle Wiener Neustadt-Süd steht die S4 im Rang einer Autobahn. Die weitere Strecke bis zum Knoten Mattersburg war als vierspurige Autostraße ohne baulicher Mitteltrennung bzw. Pannenstreifen ausgeführt. Seit dem provisorischen Sicherheitsausbau im Dezember 2023 besteht auf dieser Strecke eine Mittelleitwand aus Beton und eine 2+1-Fahrstreifenführung. An der Anschlussstelle Wiener Neustadt-Ost befindet sich eine TOTSO-Kreuzung. Will man von Westen kommend Richtung Osten auf der S4 weiterfahren muss man rechts abbiegen. Fährt man geradeaus weiter gelangt man über die Anschlussstelle Wiener Neustadt Ost zur Kreuzung mit der B53 am Stadtrand von Wiener Neustadt nahe Neudörfl.

## Geschichte

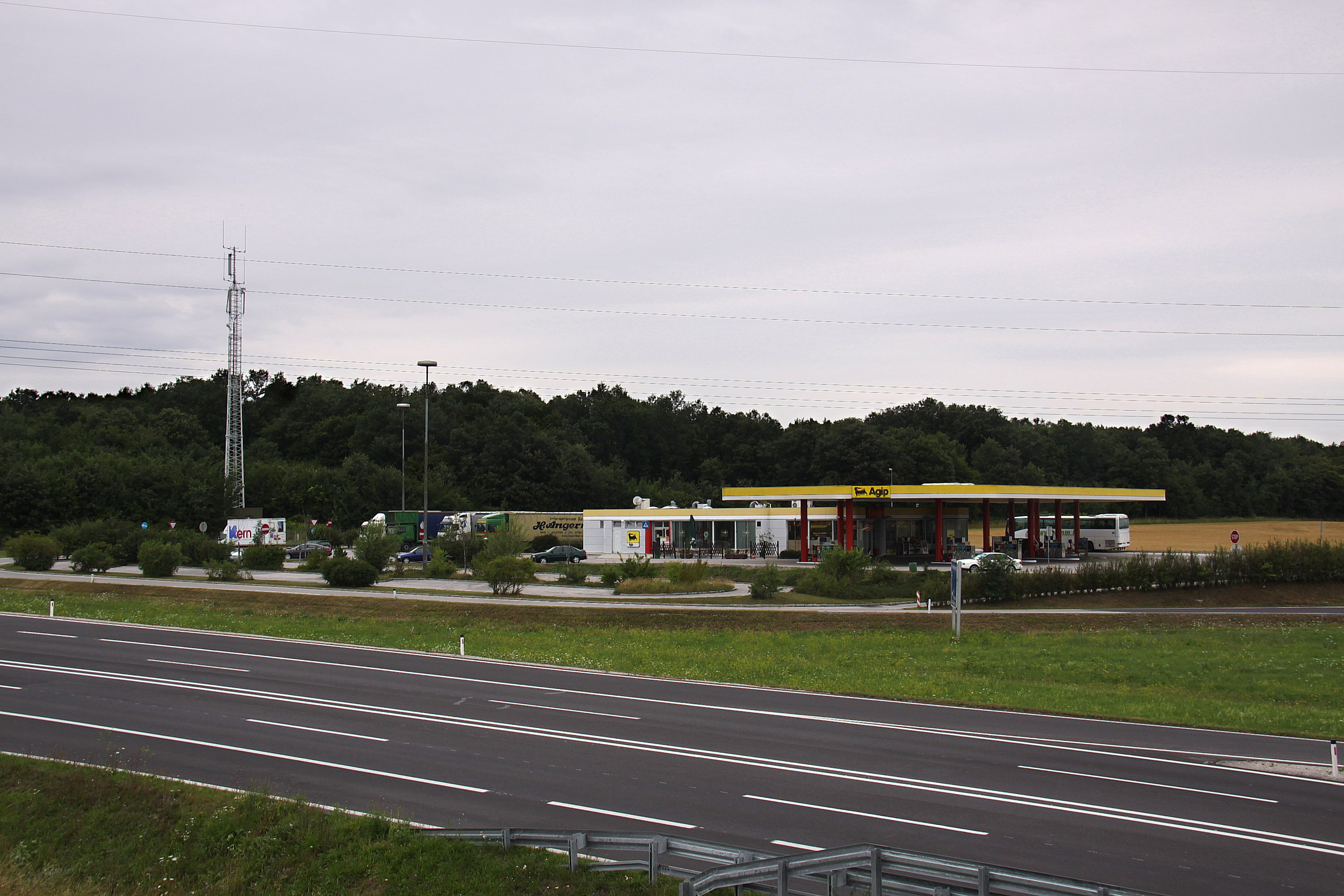
Die inzwischen geschlossene Raststation Pöttsching.

Die S4 sollte ursprünglich unter dem Namen Eisenstädter Schnellstraße von Wiener Neustadt über Mattersburg, Eisenstadt und Neusiedl am See zur tschechoslowakischen Grenze nahe Bratislava führen. Der Verlauf wurde korrigiert und existiert nun auf einer Länge von ca. 17 km zwischen Wiener Neustadt und Mattersburg unter dem Namen Mattersburger Schnellstraße. Die weiteren Abschnitte nach Bratislava wurden teilweise als Burgenland Schnellstraße S31 bzw. Nordost Autobahn A6 realisiert. Zwischen Eisenstadt und Neusiedl besteht jedoch keine Schnellstraßenverbindung.
Am 19. Dezember 1964 wurde der erste Abschnitt vom Knoten Wiener Neustadt zur Anschlussstelle Wiener Neustadt-Süd im Halbausbau (ein Fahrstreifen pro Richtung) eröffnet und diente lediglich als Zubringer zur A2. Die Fertigstellung des Vollausbaues erfolgte 1975. Von der östlichen Seite wurde am 1. April 1983 die Strecke von Mattersburg bis Sigleß und 1985 weiter bis Bad Sauerbrunn eröffnet. Der Lückenschluss erfolgte am 3. November 1986, womit die S4 in ihrer heutigen Länge fertiggestellt war.
Zwischen April und Oktober 2009 wurde die S4 zwischen Mattersburg und der Anschlussstelle Sigleß umfangreichen Erneuerungs- und Ausbaumaßnahmen unterzogen. Zwischen November 2009 und Oktober 2010 wurden diese Arbeiten zwischen Sigleß und Wiener Neustadt fortgesetzt und abgeschlossen. Kritisiert wurde dabei, dass die Straße zwar insgesamt verbreitert, jedoch keine Trennung der Fahrbahnen vorgenommen wurde, obwohl diese ursprünglich vorgesehen waren. Als Vorbereitung für die Trennung der Fahrbahn erfolgt die Generalerneuerung des Knoten Mattersburg bis Ende August 2018.
Nach mehreren tödlichen Verkehrsunfällen wurden im Dezember 2023 zwischen der Anschlussstelle Wiener Neustadt Süd und dem Knoten Mattersburg als provisorische Sicherheitsmaßnahme Betonleitwände zur Trennung der Fahrtrichtungen gebaut. Die S4 weist seitdem in diesem Abschnitt ein "2+1-System" mit abwechselnd jeweils 2 Fahrstreifen in eine Fahrtrichtung und 1 Fahrstreifen in die andere Fahrtrichtung auf.
Zwischen dem Knoten Mattersburg und dem Knoten Wiener Neustadt soll die S4 ab 2025 auf einen Autobahnquerschnitt mit baulicher Mitteltrennung der Fahrbahnen ausgebaut werden, welcher 2028 abgeschlossen sein soll.